# Maksym Koval
Maksym Anatolijovytj Koval (ukrainska: Максим Анатолійович Коваль), född 9 december 1992, är en ukrainsk fotbollsspelare (målvakt) som spelar för Al-Fateh i Saudi Professional League. Han har också spelat för Ukrainas U17, U19 samt U21-landslag. Han har även spelat för Ukrainas herrlandslag i fotboll.